# Honda IMAシステム
Honda IMAシステム（ホンダ・アイエムエー・システム、Honda Integrated Motor Assist System：ホンダ・インテグレーテッド・モーター・アシスト・システム）は、本田技研工業が開発した小型・普通乗用車用ハイブリッドシステムである。一時期、「IMA」を「イマ」とローマ字読みして「IMA（イマ）は、未来」とプロモーションしていた事がある。2000年のインターナショナル・エンジン・オブ・ザ・イヤーに選ばれている

## 概要
Honda IMAシステム（以下IMA）は、ガソリンエンジンと電気モーター（以下モーターと略）の双方の動力源を持ち、ハイブリッドシステムの種類としては、エンジンとモーターの両方が並行して駆動する、パラレル型に分類される。電力は、巡航と減速時に発生する余剰エネルギーをモーターが発電機となって回生し、バッテリーに充電するため、充電作業を必要としない。エネルギーの補給はガソリンの給油のみである。
主動力源はガソリンエンジンであり、名前の通りモーターは補助動力で、アイドリングから低速域にかけての、エンジンの効率が低い領域でアシストしてトルクを補うため、燃費と排出ガス性能が改善する。停車時に作動するオートアイドルストップシステムと、IMAに採用されているエンジンの省燃費性能により燃費が向上し、フライホイールを兼ねる薄型ローターと一体化したモーターが動的に負荷変動を吸収するため、エンジンの回転は滑らかなものとなっている。
当システムは、日本ではインサイト、シビックハイブリッド、CR-Z、フィットハイブリッド、フィットシャトルハイブリッド、フリードハイブリッド、フリードスパイクハイブリッド、北米では更にアコードハイブリッドに採用された。
インサイト及びシビックハイブリッドの燃費性能は、国土交通省の「平成16年燃費の良いガソリン乗用車ランキング」でそれぞれ1位と3位（10・15モード燃費値：36.0km/L及び31.0km/L）であった。アコードハイブリッドは、可変シリンダーシステム（VCM）を採用したV6・3.0Lエンジンとの組み合わせで、ガソリンエンジン搭載車に対し15hp上回る255hpの出力を発揮しながら、直4エンジン搭載車と同等の燃費性能を得ている。

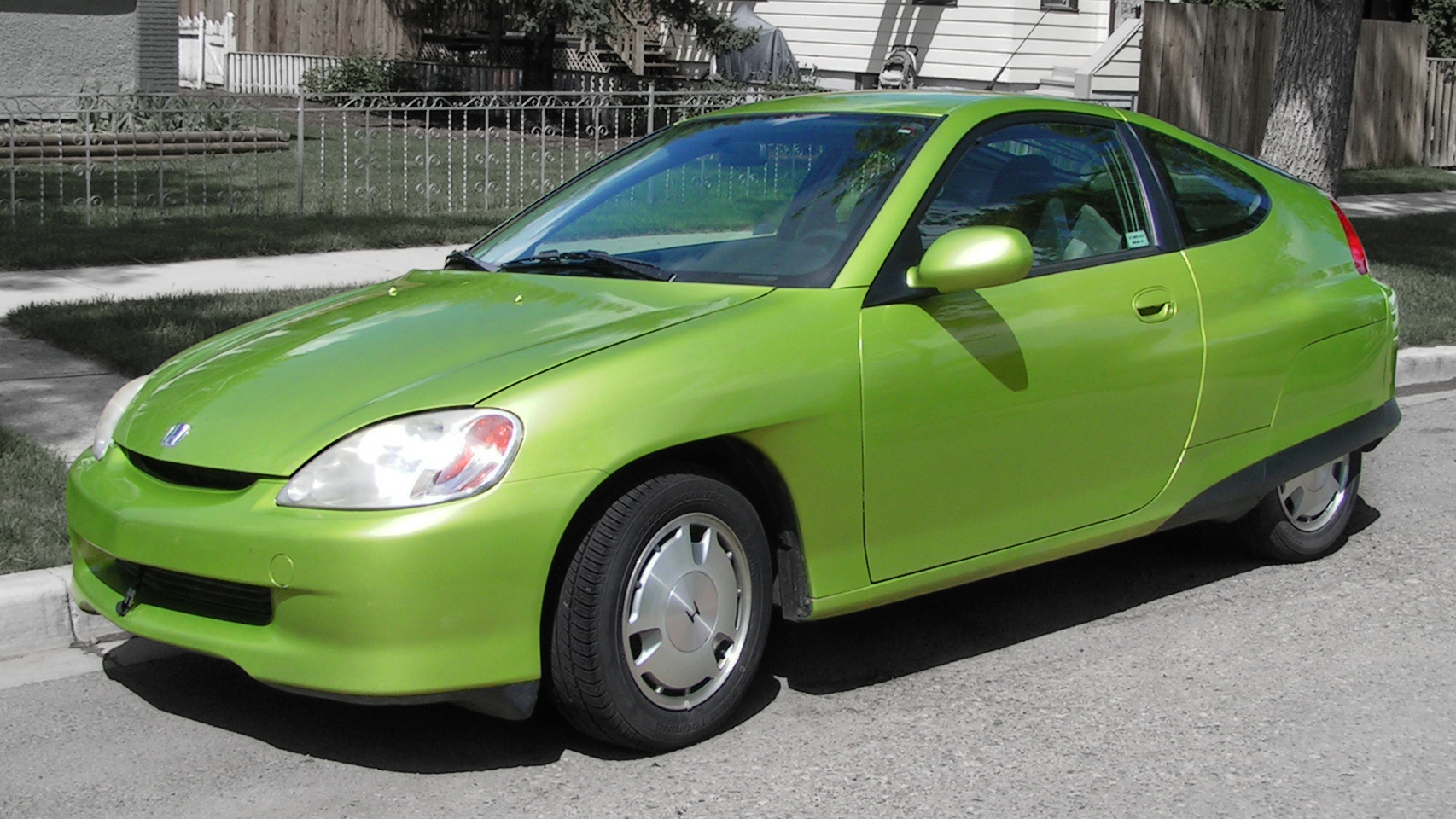
初代インサイト
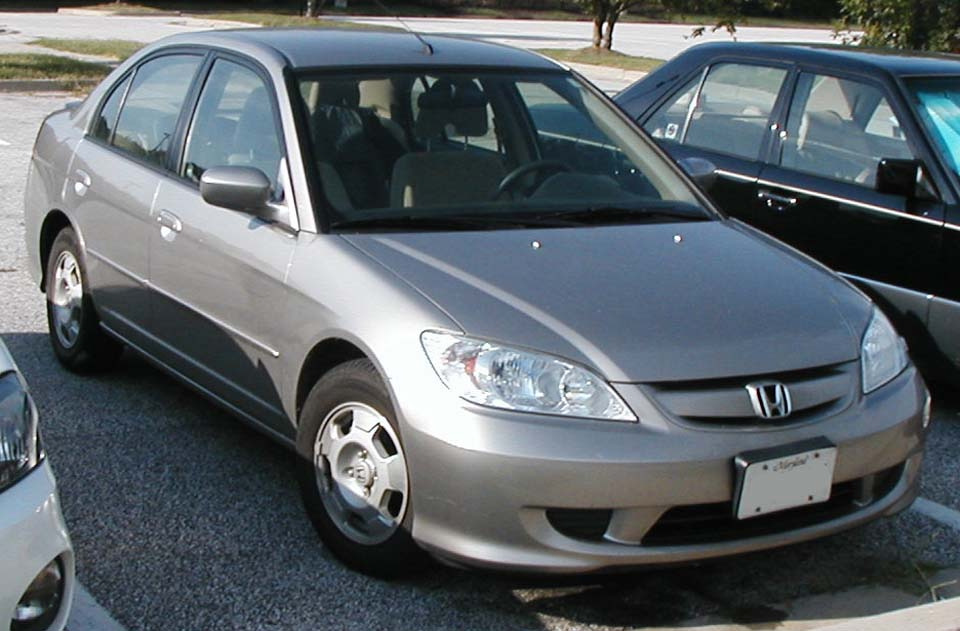
初代シビックハイブリッド
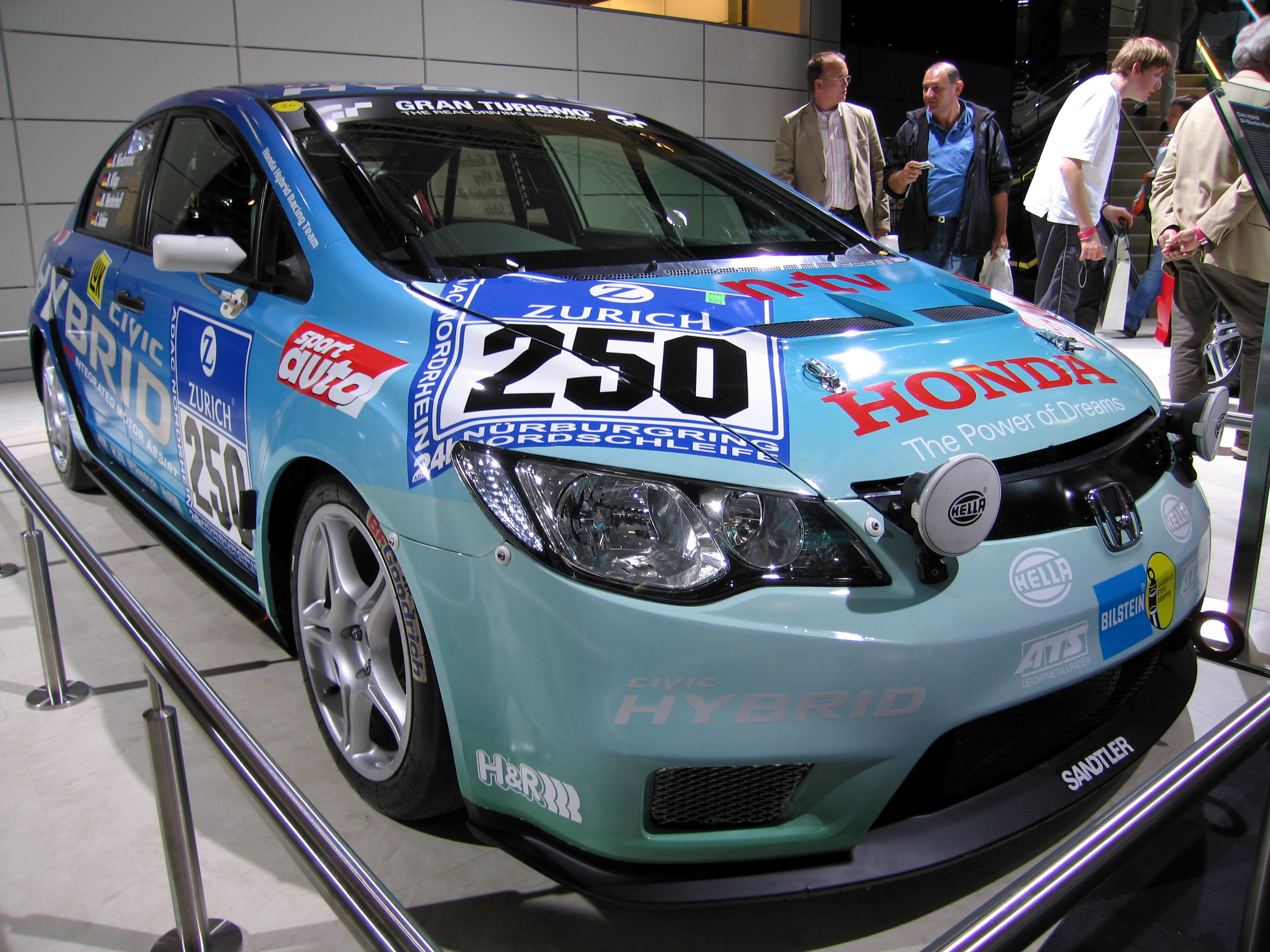
2代目シビックハイブリッド（2007年ニュルブルクリンク24時間レース参戦車両）
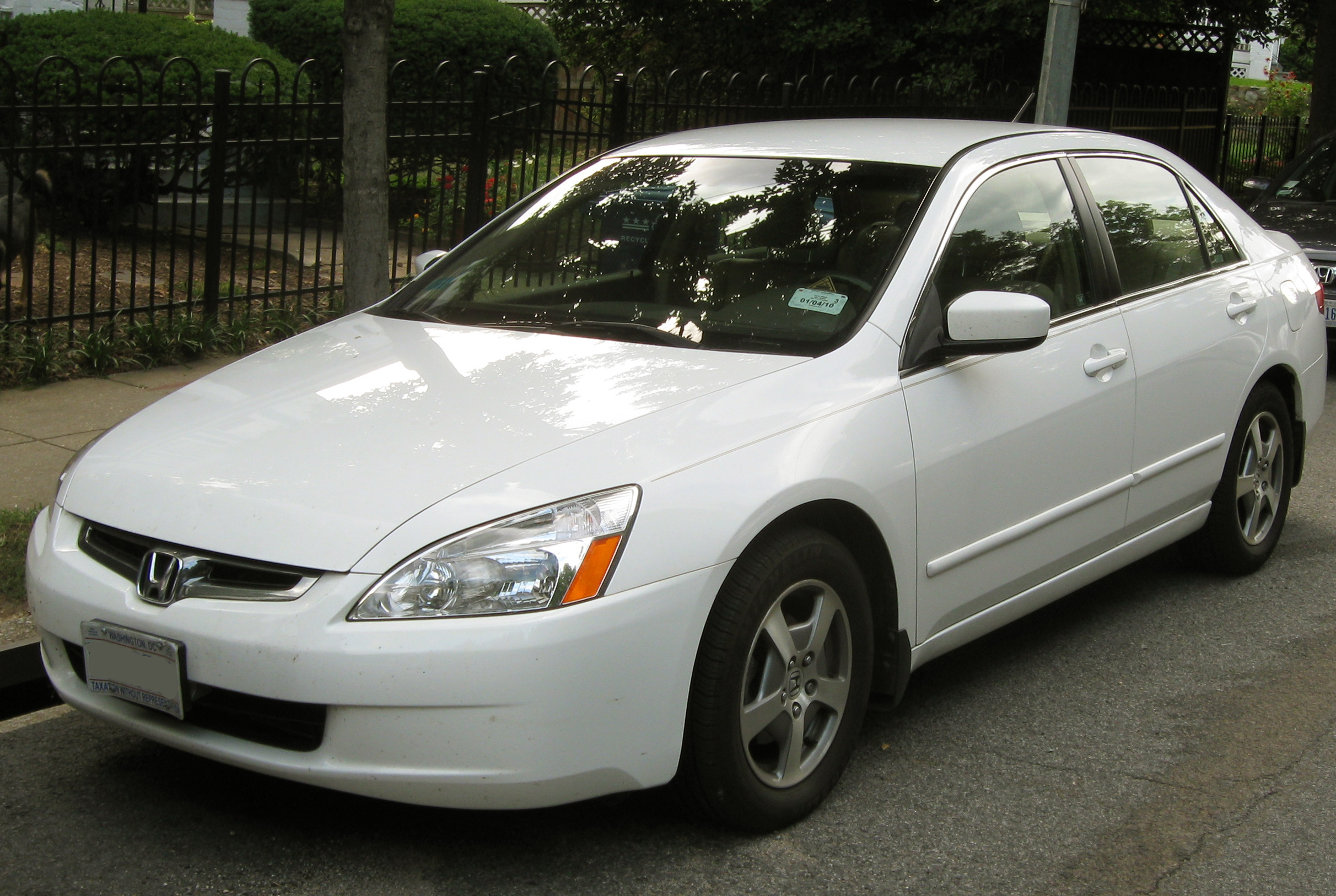
初代アコードハイブリッド

## 構成
主動力源はあくまでエンジンであり、モーターアシスト機構を組み込んで、システムが作り上げられ、モーターは補助動力として設計されている。モーター・バッテリーは小型・軽量なものを採用し、シンプルなものとなっている。

### エンジン
超低燃費を狙うには、エンジン単体で燃費性能を向上することも要求されることになる。
1997年にIMAが発表された際のコンセプトカー「J-VX」に採用されたものは、VTEC機構とガソリン直噴機構を採用して低燃費を図った1.0Lの直列3気筒エンジンであった。一方で1999年に発売されたインサイトに搭載されたECA型は、基本形式は同様であったがガソリン直噴機構は採用されていない。
2001年に発売されたシビックハイブリッドには、さらに進んだLDA型を搭載された。同年発売されたフィットのエンジンと同様にi-DSIを採用し、回生ブレーキ性能向上のため気筒休止VTECシステムや、樹脂製パーツや超小型パーツ等を導入して軽量化も図られている。気筒休止VTECシステムとは、自動車の減速時に効率良くモーターがエネルギーを回生できるよう、4気筒のうち3気筒のバルブをVTEC機構で休止させることによってエンジン出力と拮抗しないようにし、エネルギーの回生ロスを低減するよう設計されたものである。
2004年に北米で発売されたアコードハイブリッドは、上記2車種と比較して大排気量であるV型6気筒のJ30A型を搭載したが、低燃費技術のi-VTECとVCMを組み合わせ、VCMによって巡航時は前側3気筒のみで駆動することによって低燃費を実現している。
2005年に発売された2代目シビックハイブリッドでは、基本は初代と同じ1.3Lエンジンであるが3ステージi-VTECとなり全気筒休止も可能となった。全気筒休止により回生の効率を向上し、低速クルーズと緩加速時にモーターのみでの走行モードの追加がなされ、3ステージi-VTECによる低速カム高速カムの切り替えによりエンジン出力が向上している。また、結果的にNOx対策向上をも含め、リーンバーンではなく理論空燃比に近づいた。
2009年に発売された2代目インサイトでは、上記シビックハイブリッドのエンジンを基本とするが、i-VTECは3ステージから2ステージに変更となり、気筒休止と通常動作の切り替えのみとなった。そのため、シビックハイブリッドに比べて最大出力は若干低下している。引き続き、低速クルーズでモーターのみの走行が可能になっている。

### モーター
薄型DCブラシレスモーター（交流同期電動機）を採用している。インナーローター式で、エンジンクランク軸に対しては直結で減速ギアは持たない。使用する電圧はインサイトでは144Vであった。サイズは幅が60mmと薄型で軽量であり、それをエンジンに直結している。エンジン直結という性格上、プリウスなどと比較して高速型モータであり、またモーターのみを積極的に活用したEVモード（電気自動車）走行には適さない。また同様の理由でレイアウト上、軸方向の薄型化が必須である。このため軸方向が短い集中巻で、リラクタンストルク（モーターのトルクはマグネットトルクとリラクタンストルクの和で決まる）を利用しない表面磁石式モータ（SPM）の設計思想になっている。始動と停止を頻繁に繰り返されることを考慮し、ブラシレス化することによって耐久性を高めている。エンジンでは車種によってそれぞれ違うものが搭載されているのに対し、モーターに関しては、どの車種においても上述の概要を有するものが一貫して採用されている。とはいえ、モーターの改良は行われており、シビックハイブリッドのモーターを例に挙げると、ローターを焼結拡散結合製法なる製法で製造したり、銅線の形状を丸から四角にすることで高密度化を図ったり，内部の磁気回路に改良の手を加えることで、従来のインサイト用のモーターと比較し、アシストトルク・回生トルク共に約30%向上したという。
2代目シビックハイブリッドからは磁石をSPM（表面磁石型）からIPM（埋め込み磁石型）に変更したことにより、リラクタンストルクの有効利用も可能になり、トルク、出力ともに大幅な性能向上が行われている。
144Vという電圧は、日本国内の法律により以前制限されていた電圧であり、法律の改正（電気用品安全法）を受け、トヨタは現行のハイブリッドカーの使用電圧を既に前モデルより上昇させている。動力回生性能の向上においては、電圧はより高いほうが発生出力に対しコスト的に廉価に構成ができることから、ドライブ電圧は順次あがっていく方向にあり、2代目シビックハイブリッドでは150Vに達しているが、2代目インサイトはバッテリーセル削減のためか100Vになっている。それにあわせてモーター最大出力も2代目シビックハイブリッドに対して減少した。

### バッテリー

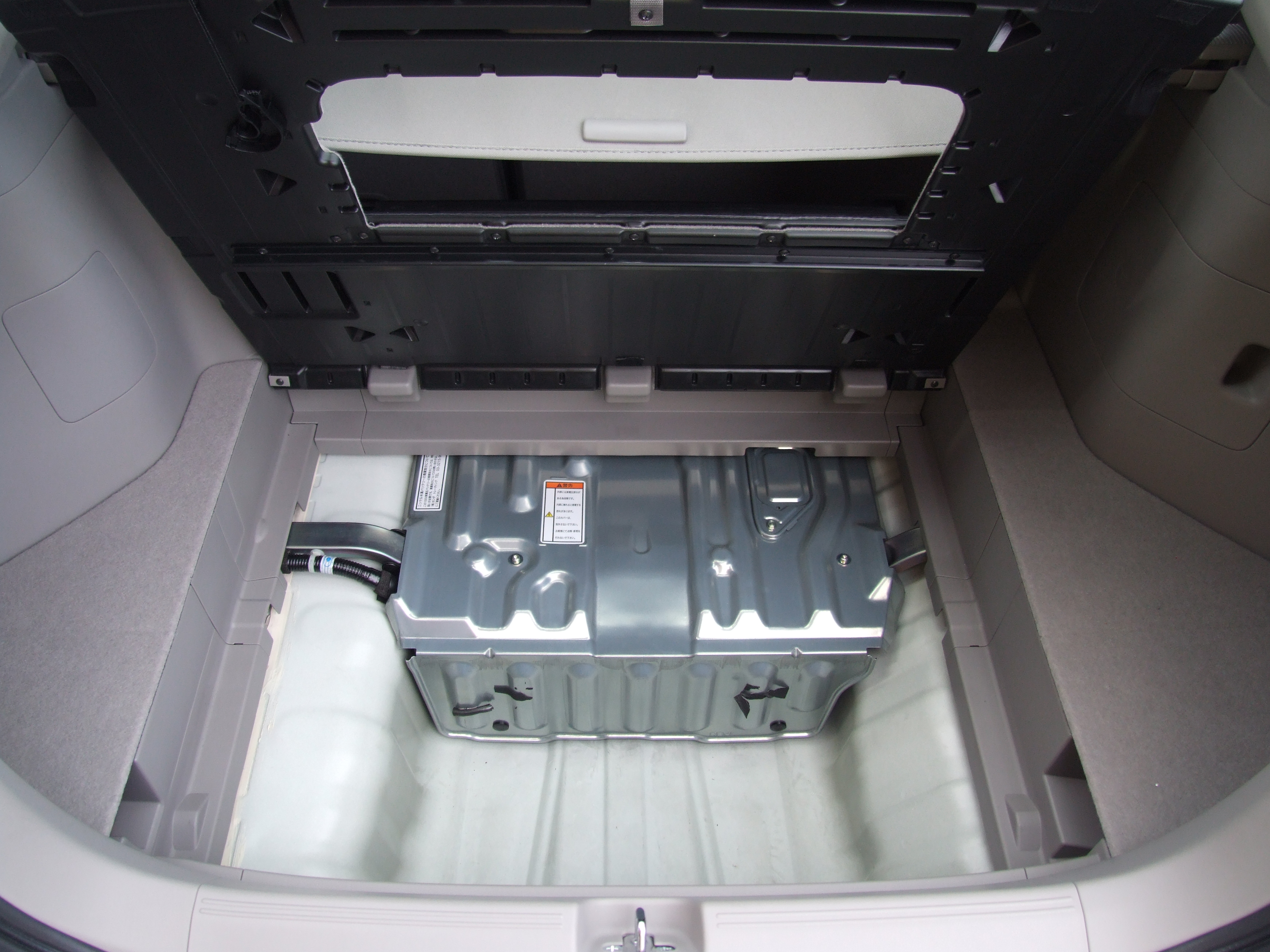
2代目インサイトのバッテリー

#### ニッケル水素電池
1999年に初代インサイトに採用された蓄電装置にはニッケル水素（Ni-MH）電池が採用され、「IMAバッテリー」と名付けられた。
電池は円筒形モジュールであり、個々のセルが20個直列に接続されて1つのユニットを構成し、3時間放電率で6.0Ahの容量を持つ。モーター同様に小型化が図られ、ラゲッジスペース下・後輪の間のスペースに設置されている。バッテリーのそばにパワーコントロールユニット（PCU：モーター及びバッテリーを制御する装置）が配置されている。
2001年に登場した初代シビック ハイブリッドのIMAバッテリーにもNi-MH電池が採用されているが、二次電池の調達先の変更（パナソニックEVエナジー → 三洋電機）によって様々な面で改良が図られており、更なる小型化で容積を約30%削減し、性能向上が図られた。このIMAバッテリーにPCUを統合、インテリジェントパワーユニット（IPU）と名付けられ、電装ユニット全体の容積を約50%削減でき、このIPUをリヤシート裏に沿って設置し、4ドアセダンとして実用になる程度のトランクスペースが確保できるようにした。
2004年以降の初代インサイトやアコードハイブリッドにも改良型のIMAバッテリーが採用され、
以降、2005年に登場した2代目シビック ハイブリッド（FD3型）、2009年に登場した2代目インサイト（ZE2型）、2010年に登場したCR-Z、フィット ハイブリッド（GP1型）にも、同種のNi-MH電池が採用されている。

#### リチウムイオン二次電池
2011年に北米市場において登場した3代目シビックハイブリッドのIMAバッテリーには、GSユアサとホンダの合弁会社であるブルーエナジー社製のリチウムイオン二次電池（Li二次電池）が搭載された。ホンダのハイブリッド車として初めて高出力なリチウムイオン二次電池を採用する3代目シビックのIPUは、3.6V×40セルの構成によりバッテリー電圧は144Vとなり、先代のニッケル水素電池に比べてエネルギー密度が2倍、出力密度が4倍、出力が33%アップの20kWとなったが、体積は36%減の16L、重量も29%減の22kgと大幅な小型軽量化を果たし、搭載性の向上に寄与する事となった。

### キャパシタ
コンセプトカーのJ-VXには、「ウルトラキャパシタ」と名付けられた蓄電装置を採用していた。ウルトラキャパシタとは一種のコンデンサであり、充放電時のエネルギーロスが少ない・充電時間が短い・寿命が長い、と長所が多く、次世代の蓄電装置と言われている。しかしコストが高いのが難点であり、量産車での採用は見送られている。
ただし、大容量低インピーダンスのキャパシタは、バッテリーの等価インピーダンスを下げる目的で、現行のどのハイブリッド車のパワーユニットにも必ず搭載されている。

### トランスミッション
IMAはパラレル型のため通常の自動車と同じトランスミッションが必要となるが、その点を逆手に取り、CR-ZやフィットハイブリッドのRSにマニュアル仕様が設定されている。

## 動作
始動
エンジンキーを捻ると、まず12V補機バッテリーからIMAシステムのIPUに電力が供給され、IMAバッテリーの力でIMAモーターを回しガソリンエンジンを始動する。一般的なセルモーターを使わずに始動するため、セルモーターの回転する高音や大きな振動は発生しない。ただし、ヒューズを抜いた時やバッテリーの容量が少ない時など、セルモーターでの始動ができることもある。
発進
エンジン：オン モーター：オン
エンジンをモーターがアシストする。オートアイドリングストップによりエンジンが停止していた場合、エンジンが始動する。全気筒休止機構がない場合、エンジン出力のみを駆動力とする。
2代目インサイトからクラッチ制御が高度化され、クラッチの早掴みを行っている。モーターのトルクを有効利用して低回転からクラッチをつなぎ半クラッチ時間を短縮すると、摩擦による燃費低下の抑制、発進・加速レスポンスの向上がもたらされる。
加速
エンジン：オン モーター：オン
エンジンをモーターがアシストする。エンジンは低回転域のトルクが低いため、0回転から最大トルクを発生する電気モーターによるアシストは、発進時同様に効率的である。
巡航
エンジン：オン モーター：オフ
基本的にエンジンからの駆動力のみで巡航走行をする。モーターは停止し、駆動力に関与しない。巡航時の燃費対策は、エンジンの低燃費技術に依存することとなる。巡航時からアクセルを踏み込んで加速状態となれば、再びモーターはアシストを開始する。
低速巡航
エンジン：オフ モーター：オン
時速30〜40km程度の巡航の際、IPUの条件判断により、エンジンが全気筒休止しモーターのみの駆動となる。全気筒休止機構がない場合このモードはない。
減速・制動
エンジン：オフ モーター：オン（発電）
従来の自動車では減速・制動する際に発生するエネルギーを捨てていたが、IMAではモーターが回生ブレーキとなり、バッテリーが充電される。このときエンジンが全気筒休止することでエネルギー回生効率が高められている。全気筒休止機構がない場合、ブレーキ倍力装置にインテークの負圧が必要なためエンジンが駆動するが、燃料噴射はカットされる。
停車
エンジン：オフ モーター：オフ
オートアイドルストップによってエンジンが自動的に停止する。
ただしバッテリー残量が不足している場合、エンジンが駆動してバッテリーへの充電が行われる。ほかにも、セレクタレバーが「P」「R」「L」のいずれかのレンジにある場合、あるいはエアコン稼働負荷が大きかったりエンジンが冷えているなどの場合はIPUの条件判断により、オートアイドルストップがキャンセルされる。

## 搭載車種
- インサイト（初代 / 2代目）
- シビックハイブリッド（初代 / 2代目）
- アコードハイブリッド（初代）
- CR-Z
- フィットハイブリッド（初代）
- フィットシャトルハイブリッド
- フリードハイブリッド（初代）
- フリードスパイクハイブリッド
- J-VX（コンセプトカー）
- アキュラ・ILX Hybrid